# Samagaltaj
Samagaltaj (in russo Самагалтай? è un villaggio della Repubblica di Tuva, Russia, centro amministrativo del Tes-Chemskij kožuun. Aveva, nel 2021, una popolazione di 3 692 abitanti.